# Alternativa Popular
A Alternativa Popular (em italiano:  Alternativa Popolare, AP) é um partido político da Itália, situado entre o centro.
O partido foi fundado em Roma, a 18 de março de 2017, como sucessor do Novo Centro-direita, sendo o seu nome uma associação ao popularismo, a versão italiana da Democracia cristã.
A AP, tal como o seu antecessor, integra a coligação de centro-esquerda liderada pelo Partido Democrático, e tem como líder Beatrice Lorenzin, apesar da figura maior do partido ser Angelino Alfano.